# Alyxia gracilis
Alyxia gracilis är en oleanderväxtart som först beskrevs av Nathaniel Wallich och A.Dc., och fick sitt nu gällande namn av Joseph Dalton Hooker. Alyxia gracilis ingår i släktet Alyxia och familjen oleanderväxter. Inga underarter finns listade i Catalogue of Life.